# Kersch Ferenc
Kersch Ferenc (Bácsalmás, 1853. december 2. – Esztergom, 1910. október 6.) magyar egyházkarnagy, zeneszerző. Az Országos Magyar Cecília Egyesület alelnöke volt. 

## Életpályája
Kalocsán végezte el a középiskolát; 1872-ben érettségizett, ahol Hennig Antal oktatta. Budapesten 1872–1876 között egyetemi hallgató volt; rövid ideig Liszt Ferenc tanítványa volt. 1876–1884 között Nagybecskereken gimnáziumi pedagógus volt. Nagyváradon Bartók Béla tanára volt. 1886-tól a nagyváradi székesegyház orgonistája és karmestere volt. 1897–1910 között az Esztergomi bazilika karnagya volt.
A zenetörténet az egyházzene reformgondolatának elterjesztőként tartja számon. Fiatalon dalokat, zongoraműveket, kamarazenét is komponált, majd megalkotta az Árgyrus királyfi című operát. Később csak egyházzenei darabokat írt (Te Deum, vesperák, motetták). Több kiadást is megért a négykötetes Katolikus kántorkönyv (1902), az Összhangzattan és Ellenponttan tankönyv (1905).
1944. december 24-én, a háború kellős közepén a belvárosi Főplébánia-templomban hangzott fel Szent Ambrus-miséje.

## Családja
Szülei: Kersch Mátyás és Vischl Anna voltak. Öccse, Kersch Mihály (1868–1914) plébános volt. 

## Művei

### Orgonadarabok
- Argirus királyfi (opera; 1891, szöveg: Gárdonyi Géza)
- Szt Tarzicius melodráma (1902, szöveg: Cservenka Károly)

### Zongoraművek
- Kakuk polka (1873)
- Magyar ábránd (1877)
- Aus schöner Zeit (1882)

### Egyházi művek
17 misekompozíciójából több kézirat is az Országos Széchényi Könyvtár gyűjteményében van, ebből a
Szent Ambrus-miséje kottából csak egy Regensburgban nyomtatott kiadvány érhető el a Zeneakadémia könyvtárában.

### Könyvek
- Dicsérjétek az Urat (Ifjúsági énekeskversek, Esztergom, 1898)
- Énekeljetek az Úrnak! Imádságos és énekeskversek a katolikus ifj számára; Kiss Jánossal, Budapest, 1898)
- A „Sursum corda” katholikus kántorkönyvbe felvett népénekek (Összeállította névtelenül) 1-4. kötet (Budapest, 1902, 1908.
- 36 eredeti orgonadarab. Tp. és magánhasználatra összeállította és kiadta (Budapest, 1902)
- Az egyházi népének reformkérdése (Budapest, 1904)
- Visszaemlékezés a Rómában 1904. IV. 7-13. lefolyt Szt. Gergely-jubileumnak ünnepeire (Esztergom, 1904)
- Alapvető összehangzattan, különös tekintettel a magyar egyházi népének és az egyházias orgonajáték követelményeire (Budapest, 1905)
- Példatár az „Alapvető összhangzattan”-hoz. 1-2. füzet (Budapest, 1905, 1911)
- Liszt Ferenc „Esztergomi miséje” (Ismertető; Esztergom, 1907)
- Karácsonyi fotográfiák kellő megvilágításban (Esztergom, 1908)
- A katholikus egyházi zene kérdésének sarkpontja (Esztergom, 1908)
- Exsequiarum. A római katolikus temetési szertartásoknál használatos énekek gyűjteménye négyes férfifikarra. A szerző hátrahagyott irataiból sajtó alá rendezte: Kersch Mihály (Budapest, 1912)